# Helena Wiśniewska
Helena Wiśniewska (18 de abril de 1999) es una deportista polaca que compite en piragüismo en la modalidad de aguas tranquilas.
Participó en los Juegos Olímpicos de Tokio 2020, obteniendo una medalla de bronce en la prueba de K4 500 m. En los Juegos Europeos de Minsk 2019 obtuvo una medalla de bronce en la misma prueba.
Ganó cuatro medallas en el Campeonato Mundial de Piragüismo, entre los años 2018 y 2023.

## Palmarés internacional
| Juegos Olímpicos   | Juegos Olímpicos            | Juegos Olímpicos  | Juegos Olímpicos |
| Año                | Lugar                       | Medalla           | Competición      |
| ------------------ | --------------------------- | ----------------- | ---------------- |
| 2020               | Tokio (Japón)               | Medalla de bronce | K4 500 m         |
| Campeonato Mundial |                             |                   |                  |
| Año                | Lugar                       | Medalla           | Competición      |
| 2018               | Montemor-o-Velho (Portugal) | Medalla de bronce | K4 500 m         |
| 2019               | Szeged (Hungría)            | Medalla de bronce | K4 500 m         |
| 2023               | Duisburgo (Alemania)        | Medalla de oro    | K2 200 m         |
| 2023               | Duisburgo (Alemania)        | Medalla de plata  | K2 500 m         |
| Juegos Europeos    |                             |                   |                  |
| Año                | Lugar                       | Medalla           | Competición      |
| 2019               | Minsk (Bielorrusia)         | Medalla de bronce | K4 500 m         |